# 文岑茨·盖格尔

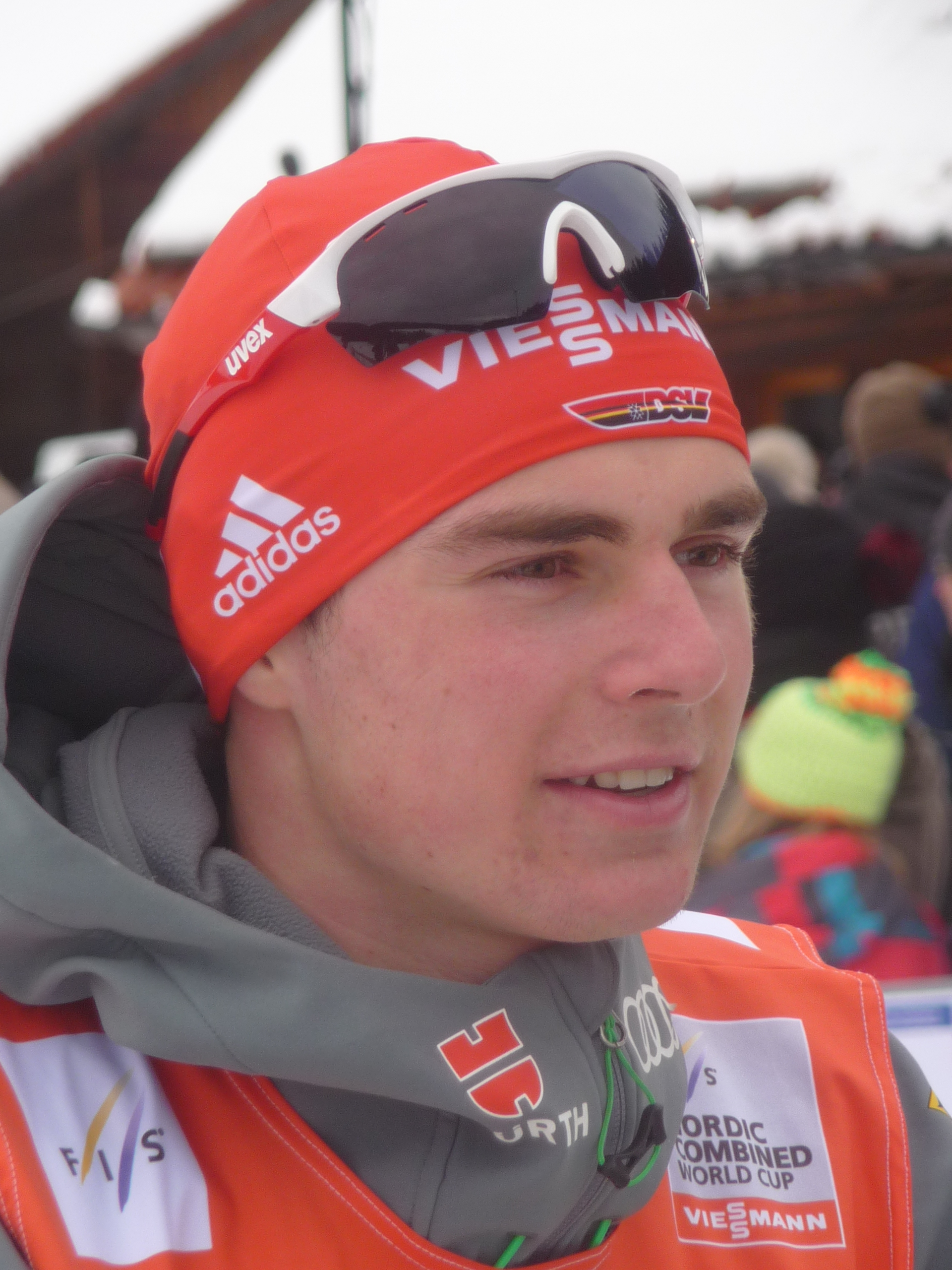
文岑茨·蓋格爾（2016年）

文岑茨·盖格尔（德語：Vinzenz Geiger，1997年7月24日—），德国男子北欧两项运动员。他曾代表德国参加2018年和2022年冬季奥林匹克运动会北欧两项比赛，获得二枚金牌和一枚银牌。